# 尼亚波利考古遗址公园

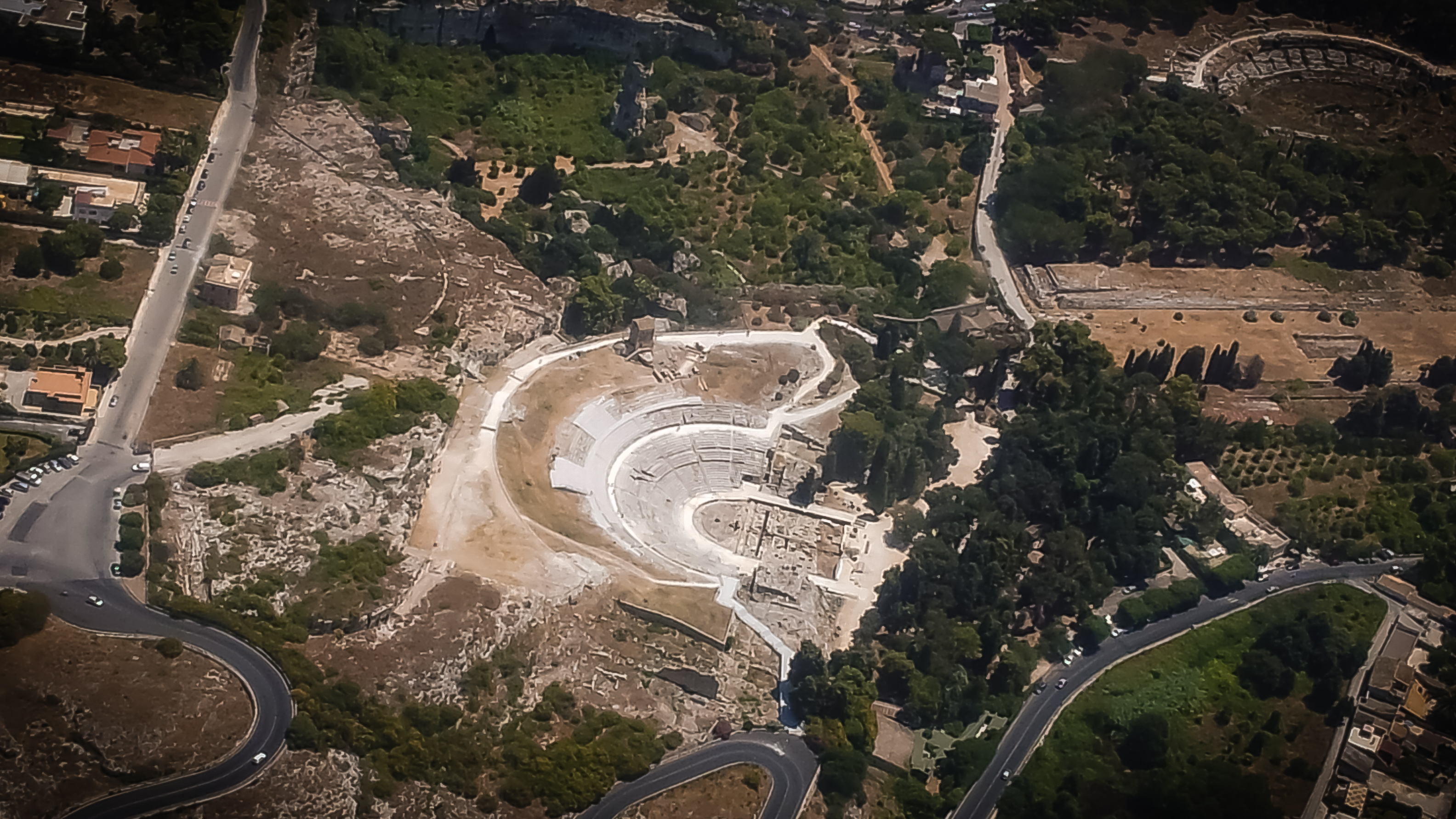

尼亚波利考古遗址公园（Parco archeologico della Neapolis）位于意大利锡拉库萨天堂街（Via Paradiso）14号，占地24万平方米，是西西里岛最重要的考古遗址之一，, 也是地中海最大的遗址之一.
公园位于锡拉库萨的尼亚波利斯区（来自希腊语“Νεάπολις”“新城”），包含了锡拉库萨现存的大部分纪念碑，成立于1952年至1955年。
从50年代到80年代，短短三十年里，锡拉库萨市经历了人口的加速增长（从66000人到117000人），许多曾经的乡村地区变得密集起来。在墓地、水疗中心、寺庙和古街上建造了许多新建筑。这座古城的许多古迹都被新建筑淹没了。但是尼亚波利公园内的古迹因为被围栏隔开，禁止在其周边进行任何类型的建设，因此受到了保护，未受城市扩张的影响。
除了考古遗迹，这个公园还保护了大量的树木，因此保护了该地区脆弱的植物群，这些植物群与建筑一起构成了锡拉库萨最大的城市绿地。

## 古迹
这些古迹按时间顺序排列：
圣尼各老堂（Chiesa San Nicolò ai Cordari）
罗马圆形剧场
奥古斯塔拱门
希伦二世祭坛
锡拉库萨希腊剧场

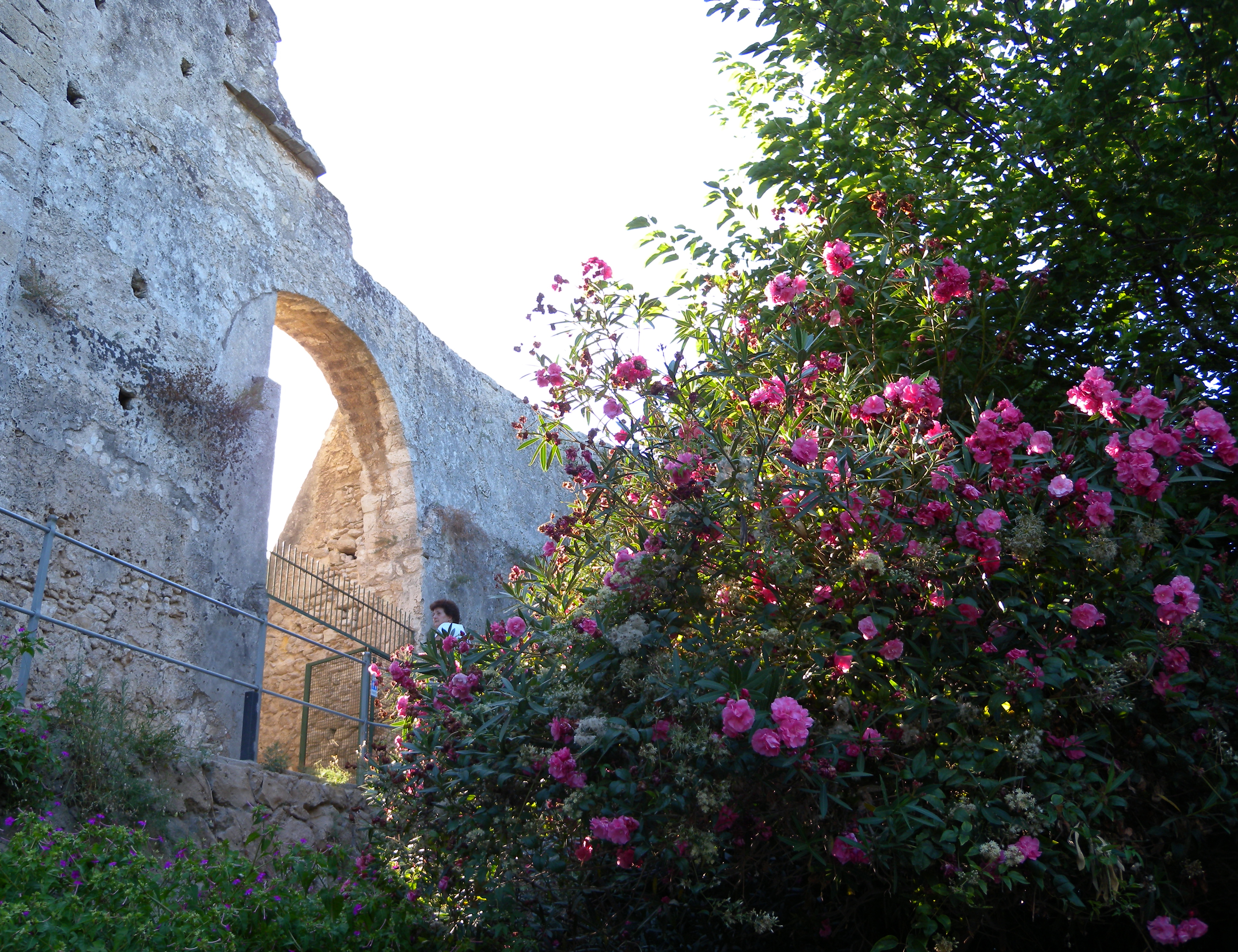
罗马圆形剧场附近的Galermi槽

天堂采石场（Latomia del Paradiso）
狄奥尼修斯之耳
这个洞穴的名称由画家卡拉瓦乔在1586年命名。其形状类似于一个巨大的听筒, 入口的高度为20米，延伸到65米的深度  。

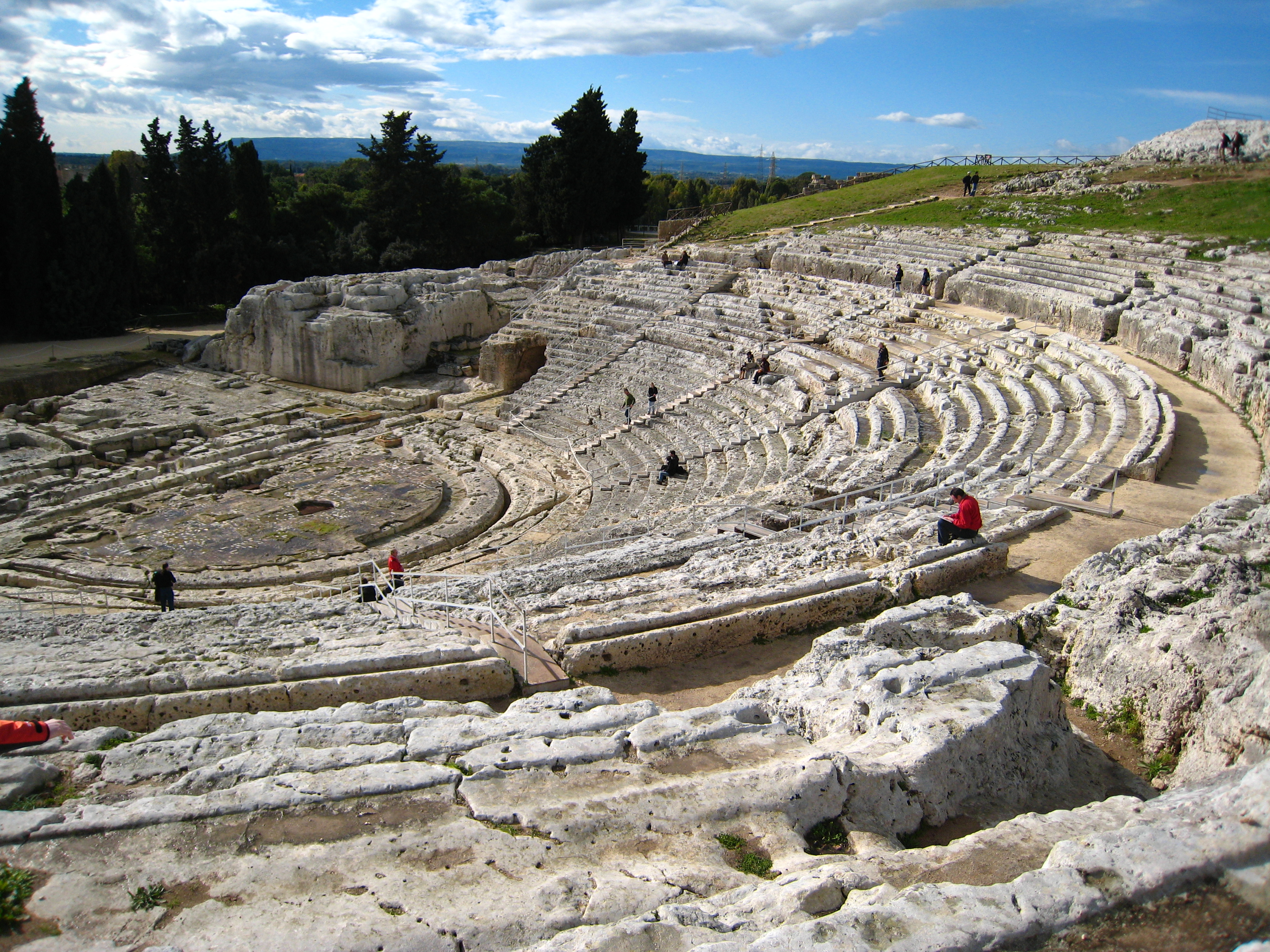
希腊剧场
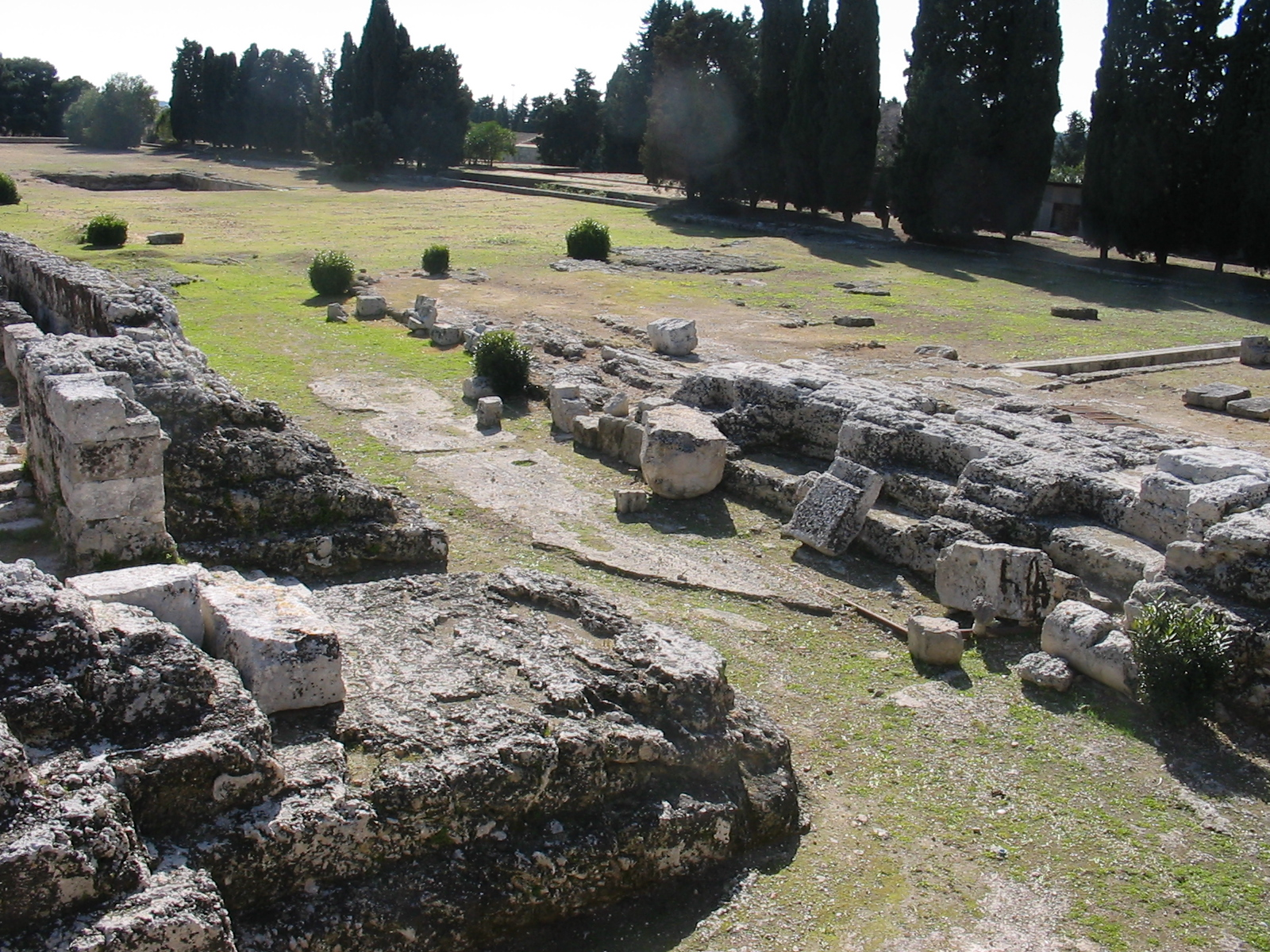
希伦二世祭坛
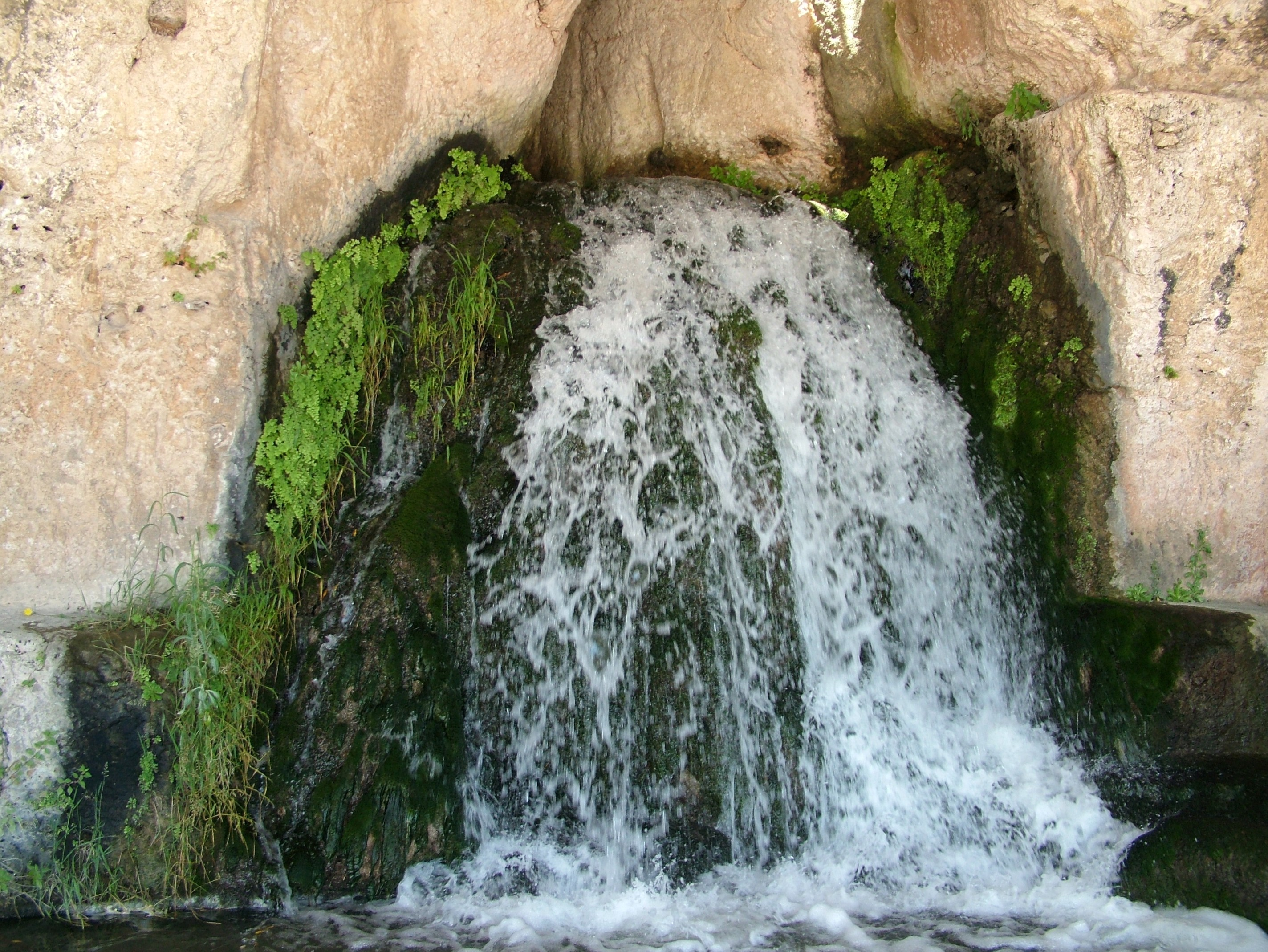
La Grotta del Ninfeo
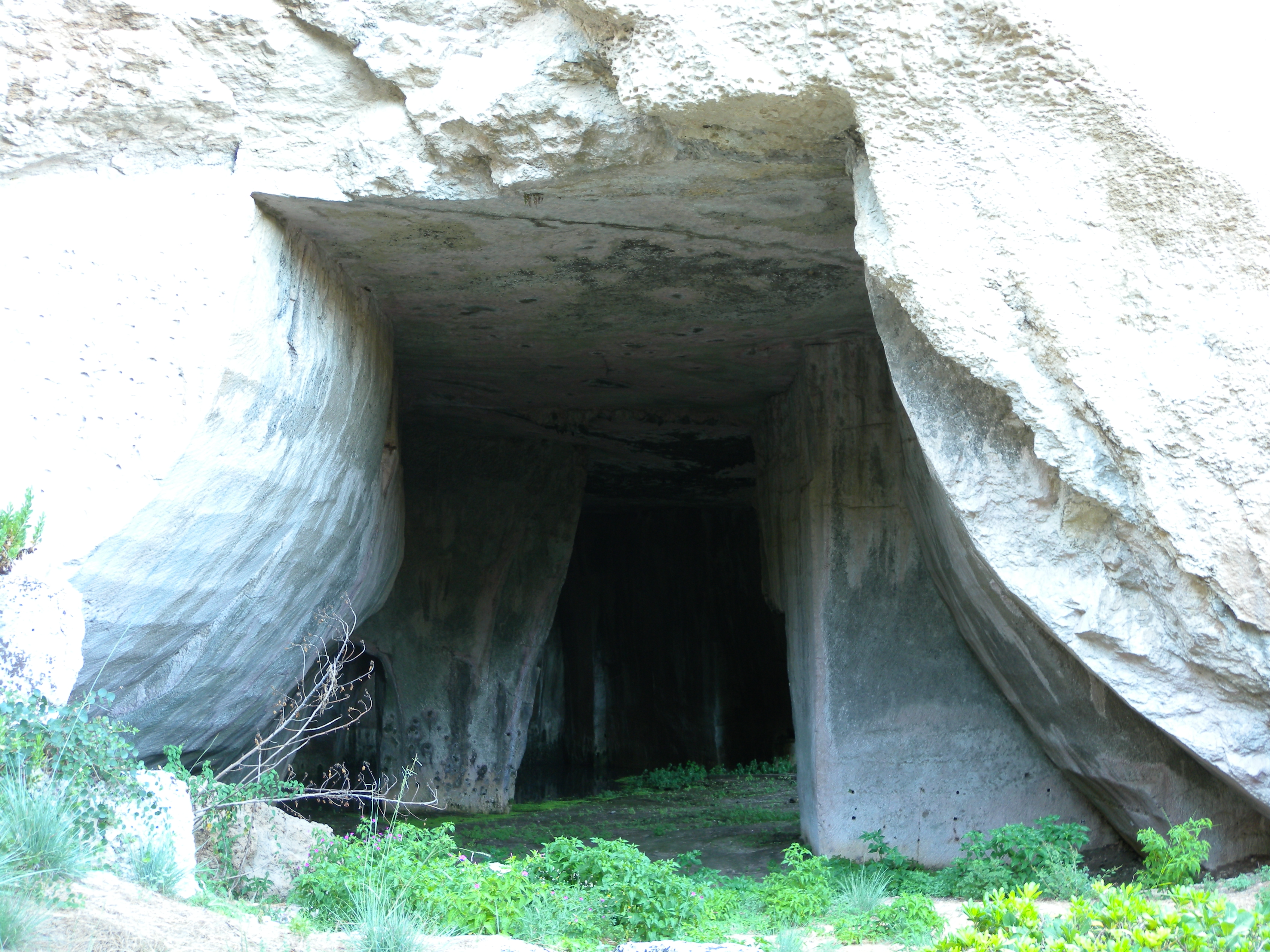
Grotta dei Cordari
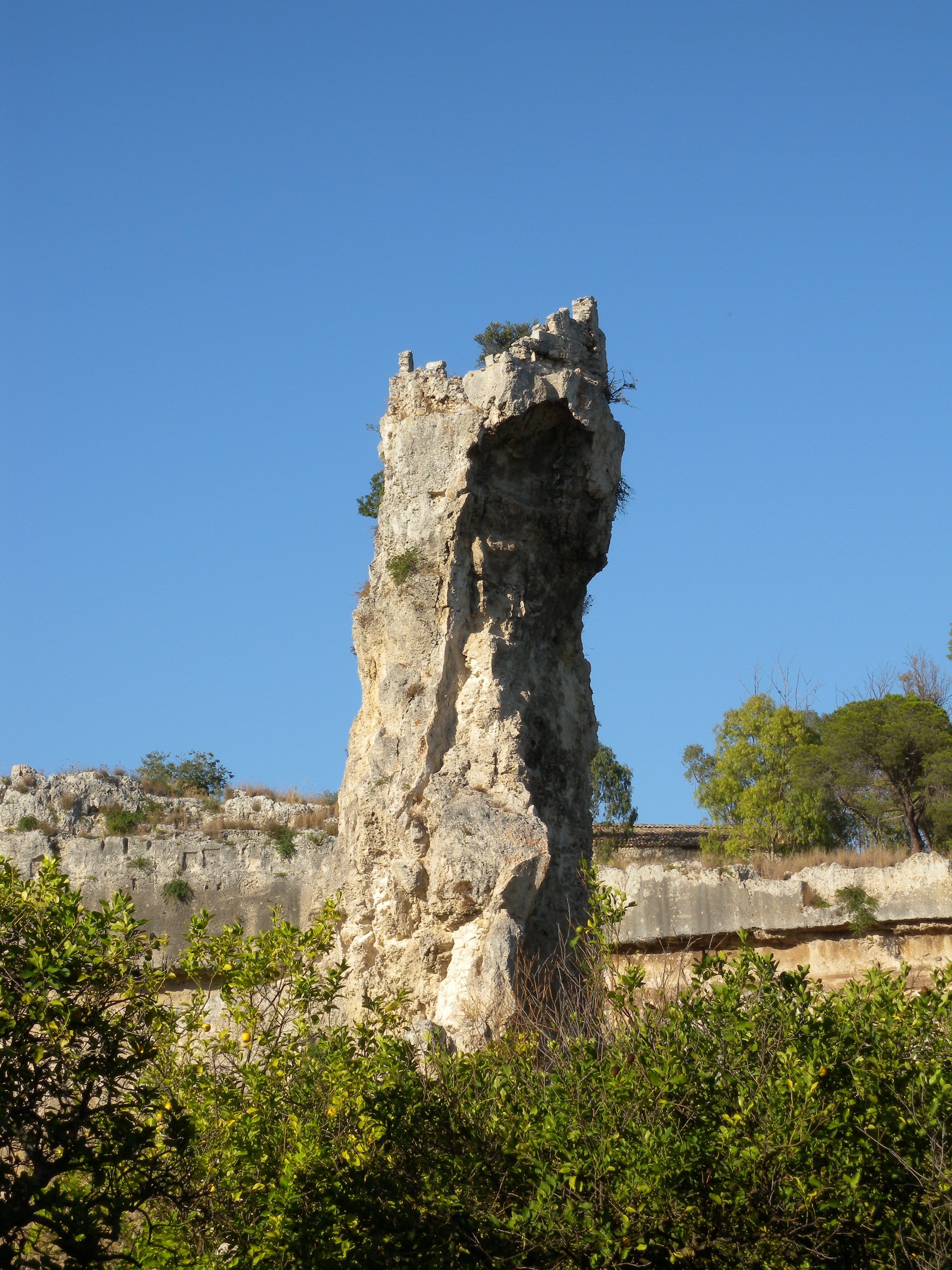
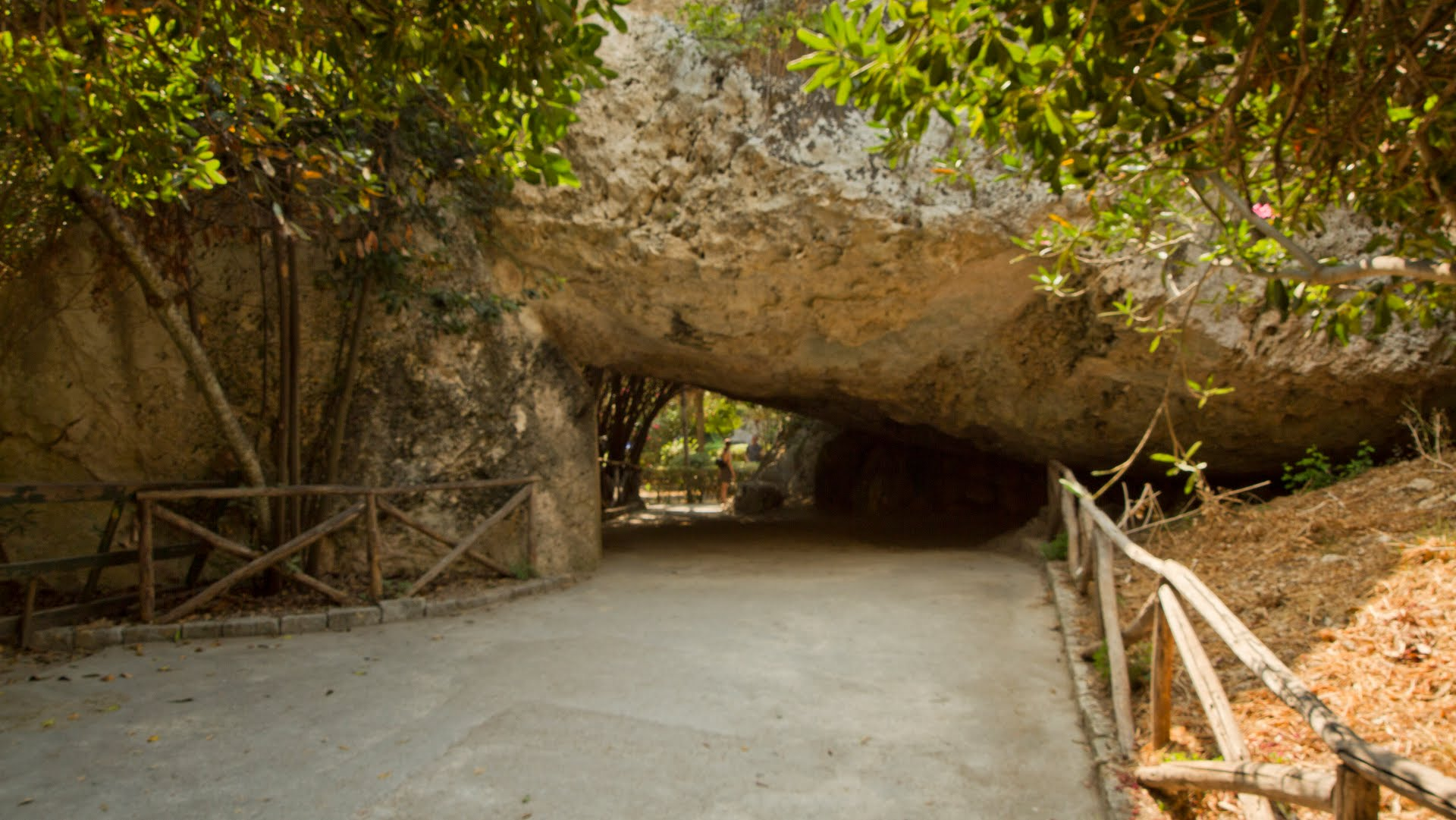
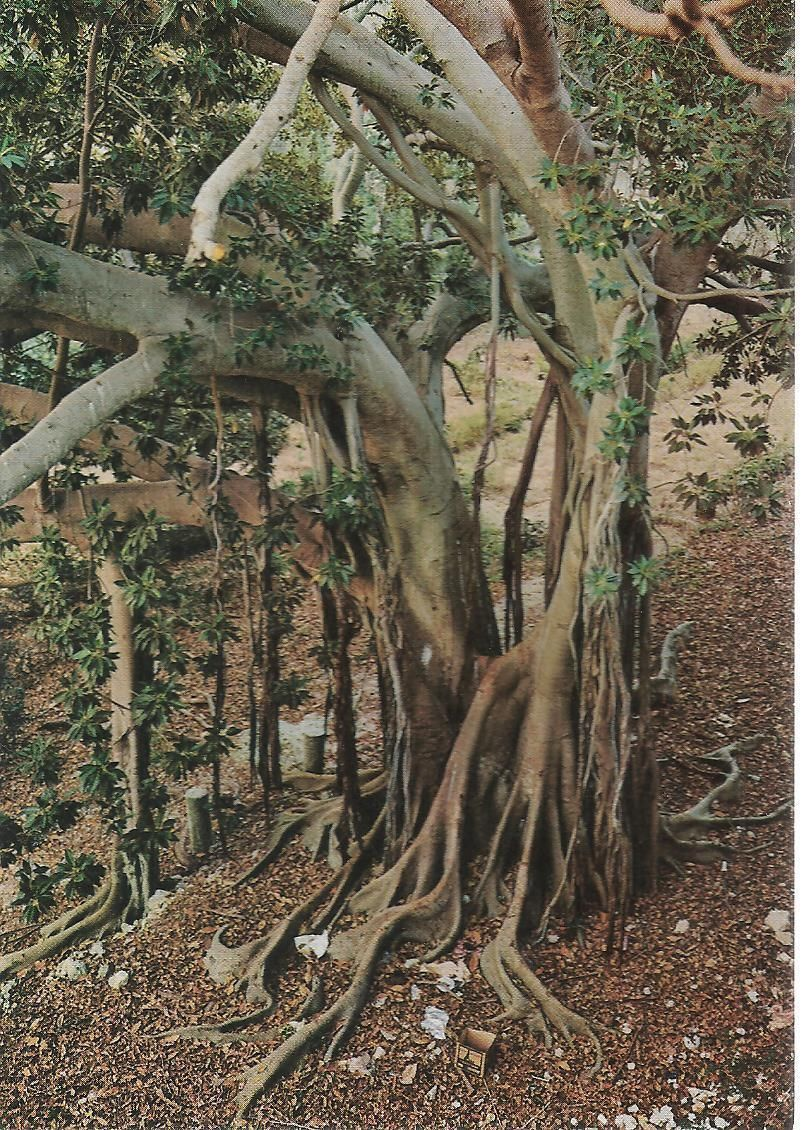
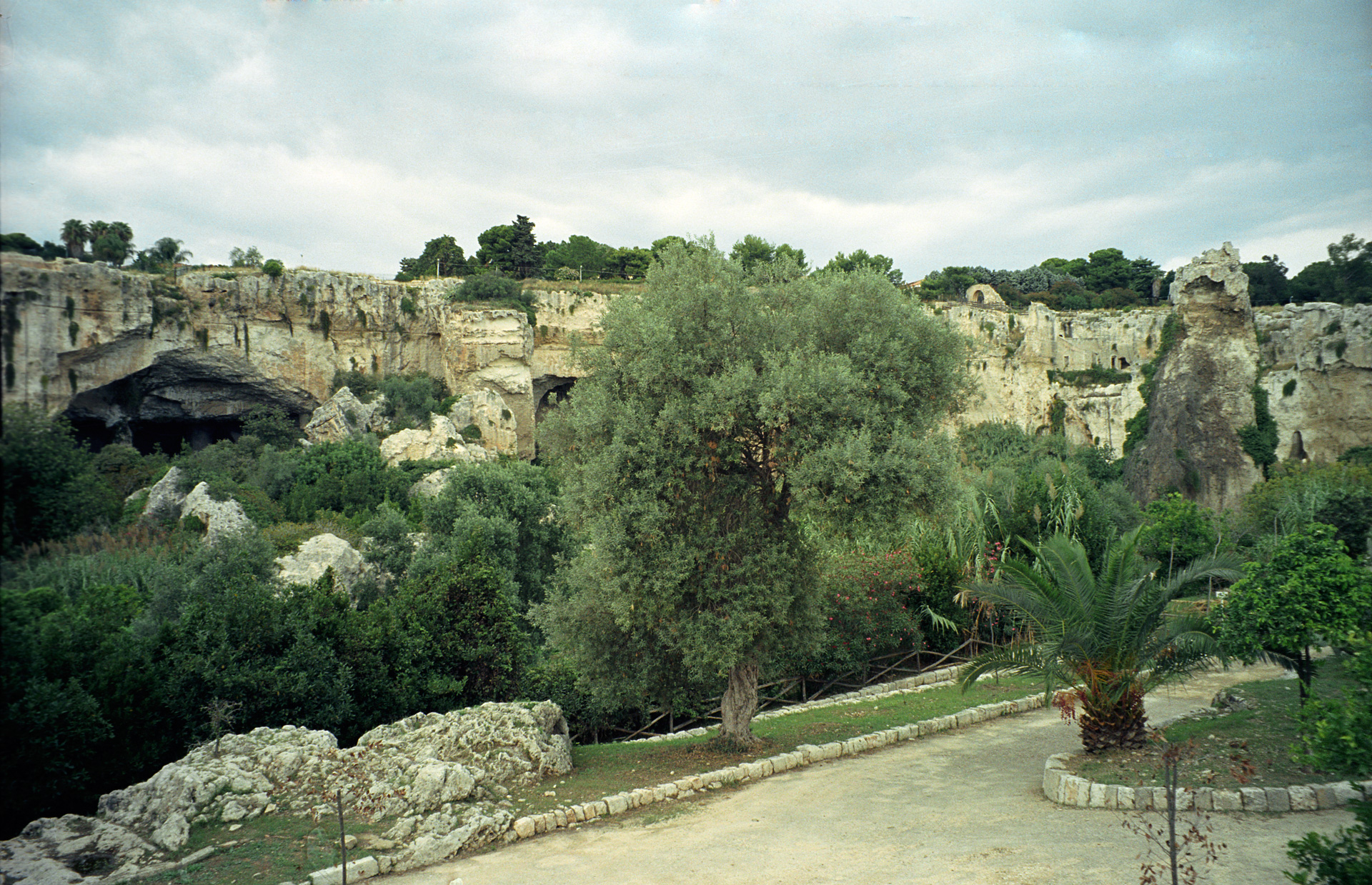
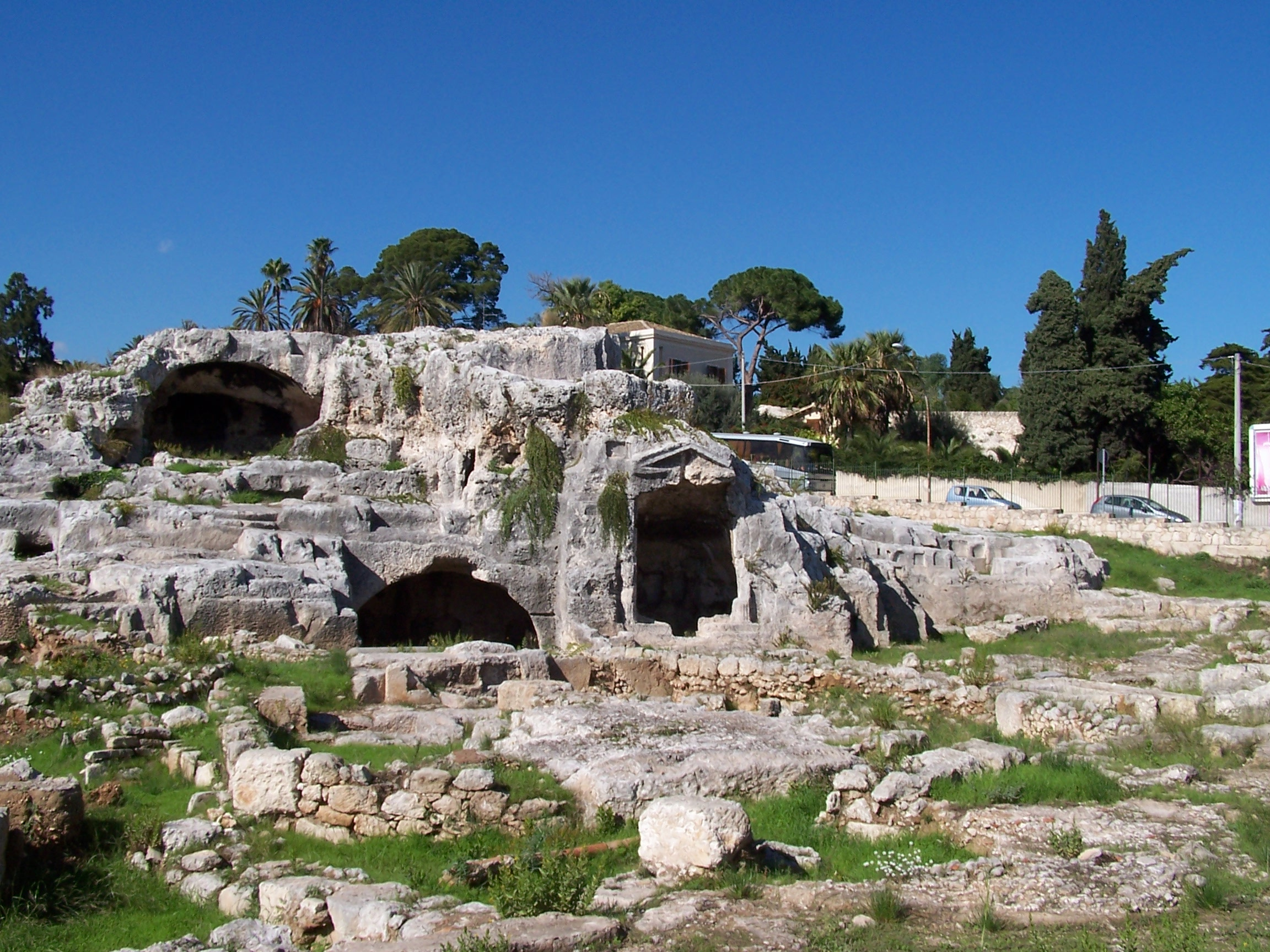
阿基米德墓

#### 阿基米德墓
在这些墓室中有假定的阿基米德墓。但是这座陵墓的年代是罗马帝国时期，比阿基米德时代晚了许多世纪，而且里面还发现了骨灰瓮，但是骨灰是罗马的风俗，而叙拉古人只有埋葬的习俗。